# نبرد سنگاپور
نبرد سنگاپور در جبهه جنوب شرق آسیای جنگ جهانی دوم هنگامی در گرفت که امپراطوری ژاپن سنگاپور، پایگاه مستحکم متفقین را اشغال کرد. سنگاپور از پایگاههای اصلی نظامی بریتانیا در جنوب شرق آسیا و به اصطلاح جبل الطارق شرق بود.
این نبرد منجر به سقوط سنگاپور به دست ژاپن و بزرگترین تسلیم کارکنان نظامی بریتانیا در طول تاریخ شد. حدوداً ۸۰۰۰۰ بریتانیایی، هندی و استرالیایی توسط ۵۰۰۰۰ ژاپنی در کارزار مالایی به اسارت گرفته شدند. وینستون چرچیل سقوط سنگاپور را بزرگترین فاجعه و تسلیم در تاریخ بریتانیا خواند. سنگاپور فقط در ۷ روز سقوط کرد.